# Mostefa Ben Brahim
Mostefa Ben Brahim è un comune dell'Algeria, situato nella provincia di Sidi Bel Abbes.